# Día de Vesak
El Día de Vesak es una jornada conmemorativa que se celebra anualmente en el primer plenilunio de mayo desde 1950, posteriormente también fue reconocida por la Asamblea General de las Naciones Unidas en mayo de 1999.

## Proclamación
En 1950, la World Fellowship of Buddhists, durante su primera conferencia en Sri Lanka, reconoció de forma unificada esta antigua celebración del Vesak dedicado a Buda. Posteriormente la Asamblea General de las Naciones Unidas, el 15 de diciembre de 1999 adoptó una resolución que reconocía internacionalmente el Día de Vesak en los emplazamientos de las ONU. La resolución reconoce la importancia del budismo como una de las religiones más antiguas y su aporte a la espiritualidad de la humanidad.

## Celebración
Este día es oficialmente reconocido en muchas oficinas de Naciones Unidas en el Sudeste Asiático y se celebra anualmente en el primer plenilunio de mayo, fecha seleccionada por coincidir con los momentos más significativos de la vida de Buda. La ONU destacó esta fecha por primera vez en el año 2000. La celebración incluye actos en la Sede de las Naciones Unidas y otras oficinas, en colaboración con misiones permanentes interesadas.